# Albert Sala
Albert Sala Moreno, nacido el 15 de julio de 1981 en Tarrasa (Cataluña, España), es un jugador de hockey sobre hierba español que juega de centrocampista y que actualmente milita en el equipo neerlandés del Stichtse Cricket en Hockey Club, un conjunto que disputa la Hoofdklasse hockey.

## Participaciones en Juegos Olímpicos
- Atenas 2004, puesto 4.
- Pekín 2008, plata olímpica.